# Hemiphyllodactylus yunnanensis
Espèce
Synonymes
- Gehyra yunnanensis Boulenger, 1903
- Hemiphyllodactylus typus chapaensis Bourret, 1937

Hemiphyllodactylus yunnanensis est une espèce de geckos de la famille des Gekkonidae.

## Répartition
Cette espèce se rencontre en Birmanie, en Thaïlande, au Laos, au Viêt Nam et en Chine au Guizhou, au Yunnan et dans le sud-est du Tibet.

## Description
Hemiphyllodactylus yunnanensis mesure, queue non comprise, de 25,5 à 46,4 mm pour les mâles et de 31,9 à 49,3 mm pour les femelles.

## Étymologie
Son nom d'espèce, composé de yunnan et du suffixe latin -ensis, « qui vit dans, qui habite », lui a été donné en référence au lieu de sa découverte.

## Publication originale
- Boulenger, 1903 : Descriptions of new lizards in the collection of the British Museum. Annals and magazine of natural history, ser. 7, vol. 12, p. 429-435 (texte intégral).